# Manhattan Center
Das Manhattan Center ist ein Hochhaus im Zentrum der belgischen Hauptstadt Brüssel. Das Gebäude befindet sich im Inneren Ring der Stadt am Place Rogier/Rogierplein in direkter Nachbarschaft zum Tour Rogier.
Das Manhattan Center wurde 1973 erbaut und hat eine Höhe von 102 Metern, die sich auf 30 Etagen verteilen. Der Turm wird hauptsächlich als Hotelgebäude genutzt. Somit ist es das höchste und größte Hotelgebäude in Brüssel und eines der höchsten Gebäude in Belgien. Neben der Nutzung als 5-Sterne-Hotel der Sheraton-Kette dient es auch als Bürogebäude und Einkaufszentrum. In den ersten beiden Etagen befinden sich kleinere Läden und mehrere Restaurants. In der 30. Etage befindet sich der Pool des Hotels.